# 清賦一斑
《清賦一斑》是明治三十三年（1900年）「臨時台灣土地調查局長」後藤新平所召集整理的，主要以台灣巡撫劉銘傳於清光緒十二年（1886年）所做的「清賦」工作為對象，蒐集整理相關的文書檔案而成。當時由於兵連禍結、匪類橫行，很多檔案文書都散佚亡失，後藤新平基於鑑往知來的理由，而起意蒐集清賦的相關文獻，保存了相當重要的史料。
《清賦一斑》全書共分三章六節三十九項。開頭先簡單介紹了清賦之前的地租及土地丈量單位，接著就清賦事業本身做介紹，從地方官的建議、保甲制開始，並蒐羅了清丈時的告示、調查、圖冊、細則等，並記錄了當時針對清賦而進行的反抗運動及各項請願、要求，最後並交代了清賦的經費來源以及執行委員本身的功程賞罰；另外還記錄了改租的過程，從行政機關--「清賦總局」的設立，到租率的設置及告示，一直到人民的要求與請願，詳細地記錄了一個改革運動的發起及進行的過程，從公布告示到實際執行遇到困難、反抗或是民眾採行柔性的要求、請願手段，再從中調整行政方針，做出最後的決定，《清賦一斑》所蒐羅的資料完整地顯示這樣的過程，並附上當時的丈單做為參考，明顯地顯示這本書的製作，背後很大的一部分原因是為了做為當局執行行政的參考，希望對台灣島內的行政有所裨益。